# 宇拓桥
宇拓桥，藏语称“宇拓桑巴”（意为“绿松石桥”），汉语俗称琉璃桥，位于中国西藏自治区拉萨市宇拓路中段，大昭寺以西，是一座历史悠久的廊桥。

## 简介
传说称该桥始建于唐朝贞观十九年（645年），但无实据。现存的该桥建于18世纪初，为清朝修建，因当时驻藏大臣衙门和布达拉宫之间有一条小河，往来不便，故清朝政府拨出专款修建了该桥。
琉璃桥为石筑五孔桥，跨度28.3米，桥面宽6.8米。桥廊为藏、汉风格结合的歇山式建筑。桥上为甬堂式建筑，两侧砌有厚1.6米的石墙。东、西两侧的墙上，分别砌有5个宽2.3米至2.5米的洞，高3.2米，洞间距均是2.6米，洞外侧设有高1.5米的木制栏杆。“人”字形桥顶覆绿琉璃瓦，故该桥得名“琉璃桥”。该桥顶檐建有三类不同图案的滴水，四角是龙首飞檐。该桥屋脊中央，饰有1米高的琉璃宝顶，两端设有琉璃供果脊饰。
该桥建成后，成为连接拉萨城内外的要道。 当时桥西还是遍布杂草的沼泽，想从布达拉宫赴大昭寺，必须经宇拓桥通过，且要举办进城仪式。 
到2000年代，该桥檐廊内外都是商店，檐廊尽头处的商店均仅售女性用品，所以在琉璃桥临街的一端树立了一块牌子，上写“女人街”。檐廊尽头处的商店不仅只出售女性用品，且店中的服务员也均为女性。